# Avernes-Saint-Gourgon
Avernes-Saint-Gourgon – miejscowość i gmina we Francji, w regionie Normandia, w departamencie Orne.
Według danych na rok 1990 gminę zamieszkiwało 55 osób, a gęstość zaludnienia wynosiła 5 osób/km² (wśród 1815 gmin Dolnej Normandii Avernes-Saint-Gourgon plasuje się na 830. miejscu pod względem liczby ludności, natomiast pod względem powierzchni na miejscu 445.).